# نبرد هورانیو

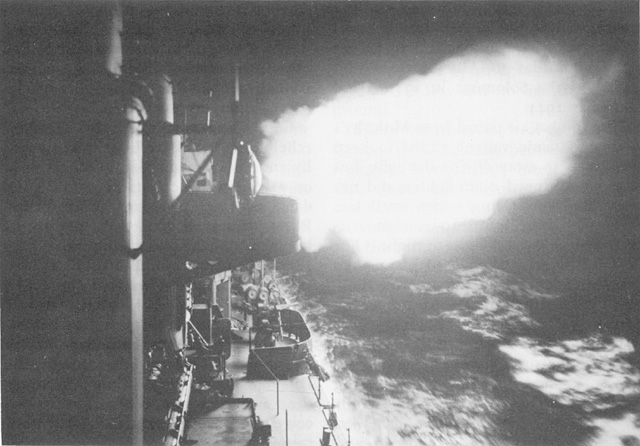

نبرد هورانیو (به ژاپنی: 第一次ベララベラ海戦) نبردی دریایی بود میان امپراتوری ژاپن و ایالات متحده آمریکا در جنگ اقیانوس آرام در جنگ جهانی دوم. این نبرد در شامگاه ۱۷ اوت ۱۹۴۳ در نزدیکی جزیرهٔ ولا لاولا در جزایر سلیمان رخ‌داد.

## نبرد

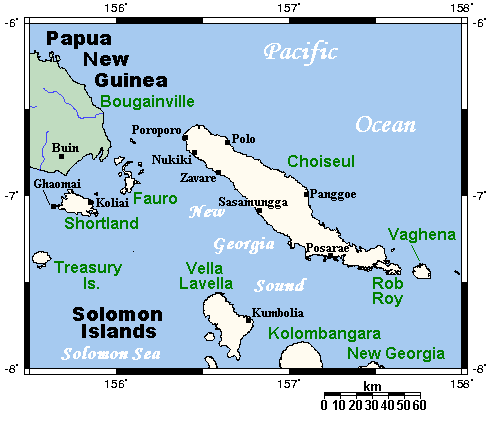
جزایر سلیمان

پس از شکست در نبرد خلیج ولا، ژاپنی‌ها تصمیم‌گرفتند تا پادگان‌هایشان را در جزایر سلیمان مرکزی تخلیه‌نمایند. بدین منظور یک کاروان دریایی جزیره کولومبانگارا را تخلیه نموده و به سوی شرق رهسپارگردید. چهار ناوشکن این کاروان را اسکورت‌می‌کردند. شب‌هنگام تعداد چهار ناوشکن آمریکایی به همراه بیست کشتی کمکی کوشیدند تا جلو عقب‌نشینی ژاپنی‌ها را بگیرند، ولی کامیاب نشدند، چهار کشتی کمکی آمریکایی غرق‌شدند و دو ناوشکن آسیب اندکی دیدند. در برابر ژاپنی‌ها بی‌هیچ آسیبی توانستند نه‌هزار نیرو را از کولومبانگارا بیرون‌کشند.